# Tipula (Schummelia) bicolorata
Tipula (Schummelia) bicolorata is een tweevleugelige uit de familie langpootmuggen (Tipulidae). De soort komt voor in het Oriëntaals gebied.